# La Braña (lugar)
La Braña (oficialmente y en asturiano: A Braña) es un lugar perteneciente a la parroquia de La Braña, en el concejo de El Franco, comarca de Eo-Navia, Principado de Asturias, España.